# Charles Jean Marie Barbaroux
Pour les articles homonymes, voir Barbaroux.
Charles Barbaroux, né le 6 mars 1767 à Marseille et guillotiné le 25 juin 1794 à Bordeaux, est une personnalité politique française.

## Biographie
Charles Jean Marie Barbaroux est le fils de Jean-Barthélemy Barbaroux, négociant, et de Catherine Pons. Entré très jeune au collège des pères de l’Oratoire de sa ville natale, il en sort à seize ans, ayant achevé son cours de physique et gagné une bourse fondée par M. de Matignon. Entré dans l’étude de son beau-père, il s'adonne un moment aux études scientifiques, notamment la minéralogie et la physique. Ayant étudié les effets de l’électricité dans la médecine, il inventé un électromètre, et publie, à 17 ans, plusieurs articles dans le Journal de physique. Il se livre ensuite à la vulcanologie dans les Vaux d’Ollioules, dans une petite terre que sa bisaïeule lui avait laissé en héritage. À peine âgé de dix-huit ans, il était en correspondance avec le père Paulian (d), auteur du grand Dictionnaire de physique, et plusieurs autres savants, qui tous lui prédisaient un avenir brillant dans les sciences.
Pour se faire une situation, il étudie le droit et passe successivement de chez son beau-père dans le cabinet d’un avocat distingué de Marseille, et à l’école de Droit d’Aix. À la fin de ses études, il obtient la permission de sa mère de faire un voyage de quelques mois à Paris, où il suit notamment un cours d’optique sous Marat. De retour à Marseille, ses débuts au barreau de Marseille sont marqués par la défense d'une colonie de pêcheurs catalans établis près de la ville et menacés d'expulsion. Il a réussi à surmonter l’esprit de corporation, le préjugé favorable aux nationaux, les intrigues payées et l’éloquence de puissants rivaux, et à obtenir gain de cause pour ses clients.

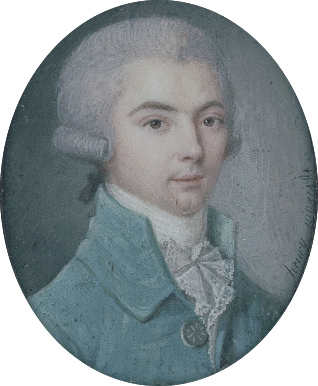
Portrait de Charles Jean Marie Barbaroux.
Miniature sur ivoire peinte par Henry, musée du Louvre, XVIIIe siècle.

Avocat à vingt ans, patriote actif, dans sa ville natale, d’un caractère exalté, il embrasse avec feu les idées révolutionnaires. Figure révolutionnaire de Marseille où il dirige l’Observateur marseillais, journal patriotique, qui exerce une grande influence, il est nommé, en 1789, secrétaire de la Commune. Monté à Paris en 1791 comme mandataire particulier de sa ville natale, il y devient l’âme des Marseillais, ainsi que le confident, avec Louvet et Buzot, de Manon Roland, rue de la Harpe:410.
Sa contribution avec le bataillon des Marseillais dans la journée du 10 août 1792, journée au cours de laquelle il sauva la vie à plusieurs Suisses, au renversement de Louis XVI lui valut d’être, à son retour à Marseille, nommé président de l’Assemblée électorale du département, et, le 5 septembre, élu à la quasi-unanimité de 775 voix sur 776 votants député par les Bouches-du-Rhône à la Convention, où il se fit remarquer à la tribune par la beauté de sa personne, non moins que par son éloquence. Il fut d’abord du côté des Jacobins, avant de se rapprocher bientôt des Girondins Condorcet, Brissot, Vergniaud, Guadet et du ministre Roland, et de se prononcer ouvertement contre Marat et Robespierre, ne manquant pas une occasion de dénoncer l'ambition de Robespierre et d'attaquer Marat, demandant la poursuite des septembriseurs:401, exigeant des règlements de comptes de la Commune de Paris, il proposa la dissolution des sections, fit rendre des décrets établissant la responsabilité pécuniaire des fonctionnaires publics, la répartition des grains dans les départements du Midi. Il vota contre l'emprunt forcé d'un milliard, contre la taxe des grains, et proposa des mesures économiques pour les travaux publics, les dépenses des armées, etc.
Le 25 septembre et le 10 octobre, il dénonça la Commune, Robespierre et tous les jacobins. À son appel, un second bataillon de fédérés marseillais, formé de jeunes gens riches, vint défendre la Convention contre Paris:429. Le premier, il esquisse l’idée de la loi des suspects, s’écria, le 26 septembre : « Je demande que tout individu qui désespérera du salut de la république soit puni de mort:399. » Il défendit le ministre Roland, fut l’un des plus ardents à provoquer le procès de Louis XVI pour lequel il vota, au 2e appel nominal, la mort avec sursis et appel au peuple et, au 3e appel nominal, la mort, repoussant le sursis proposé par Brissot:431, mais demandant néanmoins pour l'accusé la plus grande liberté de défense, et protestant contre la proposition de Robespierre de faire fusiller les défenseurs du roi.
Successivement secrétaire de l'Assemblée, membre du Comité de constitution, membre du Comité de salut public, dont il avait en vain demandé la dissolution et où il avait combattu la création du tribunal révolutionnaire, il s'est attiré la haine des Montagnards. Le 2 juin 1793, une députation de toutes les sections et de toutes les autorités constituées étant venue réclamer à la barre l’arrestation de vingt-deux députés girondins, il est invité par le Comité de salut public à suspendre provisoirement son mandat, ce que, avec Lanjuinais, il refuse fièrement:431. Proscrit comme ennemi de la République une et indivisible, arrêté, il réussit à échapper au gendarme qui le gardait, et se réfugia à Caen où il organisa, avec Buzot et Gorsas, l’armée qui devait délivrer la Convention et qui fut défaite à la bataille de Brécourt. Ensuite embarqué à Quimper pour Bordeaux, il se réfugia à Saint-Émilion, où il trouva asile chez la belle-sœur de Guadet, Mme Bouquey avec Pétion, Guadet et Buzot, en s'y cachant dans un puits. Pour ne pas mettre en péril Mme Bouquey après que des soupçons eurent été émis sur son compte, les députés quittèrent leur cachette pour se disperser dans la campagne de Castillon. Barbaroux, Buzot et Pétion, survécurent en se dépouillant de tout ce qu'ils possédaient, excepté leurs armes. Le 18 juin 1794, entendant une fête militaire dans un village voisin, les trois députés se persuadèrent que la Garde nationale venait les chercher. Il décida de se suicider, mais, en tentant de se tirer un coup de pistolet dans la tête, ne parvint qu'à se briser la mâchoire. Il resta quelques jours aux côtés des cadavres de Pétion et Buzot avant d'être arrêté et rapidement ramené à Bordeaux pour y être exécuté le 25 juin 1794.
L’accusation de fédéralisme imputée à Barbaroux émane essentiellement de ses ennemis politiques. Alphonse Aulard relève, dans le procès-verbal de l'assemblée des Bouches-du-Rhône, cette déclaration très nette de sa part : « Le gouvernement fédératif ne convient pas à un grand peuple, à cause de la lenteur des opérations exécutives, de la multiplication et de l'embarras des rouages ». Robespierre ne lui pardonnait pas son opposition constante, et, même avant le 31 mai, l'Assemblée recevait des pétitions réclamant sa mise en accusation.

## Galerie

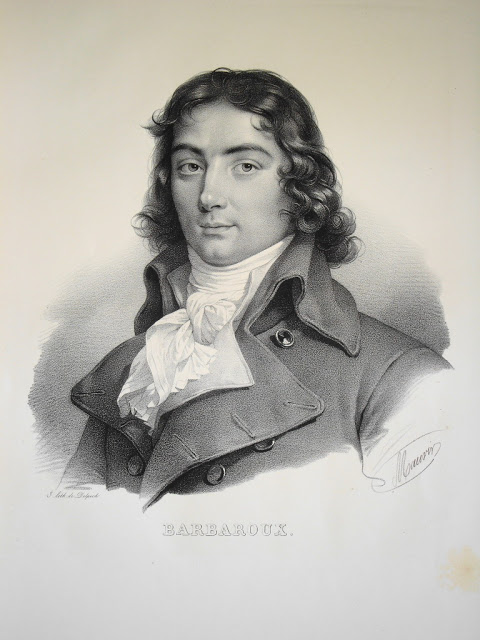
Gravure par Maurin et Delpech, XIXe siècle.
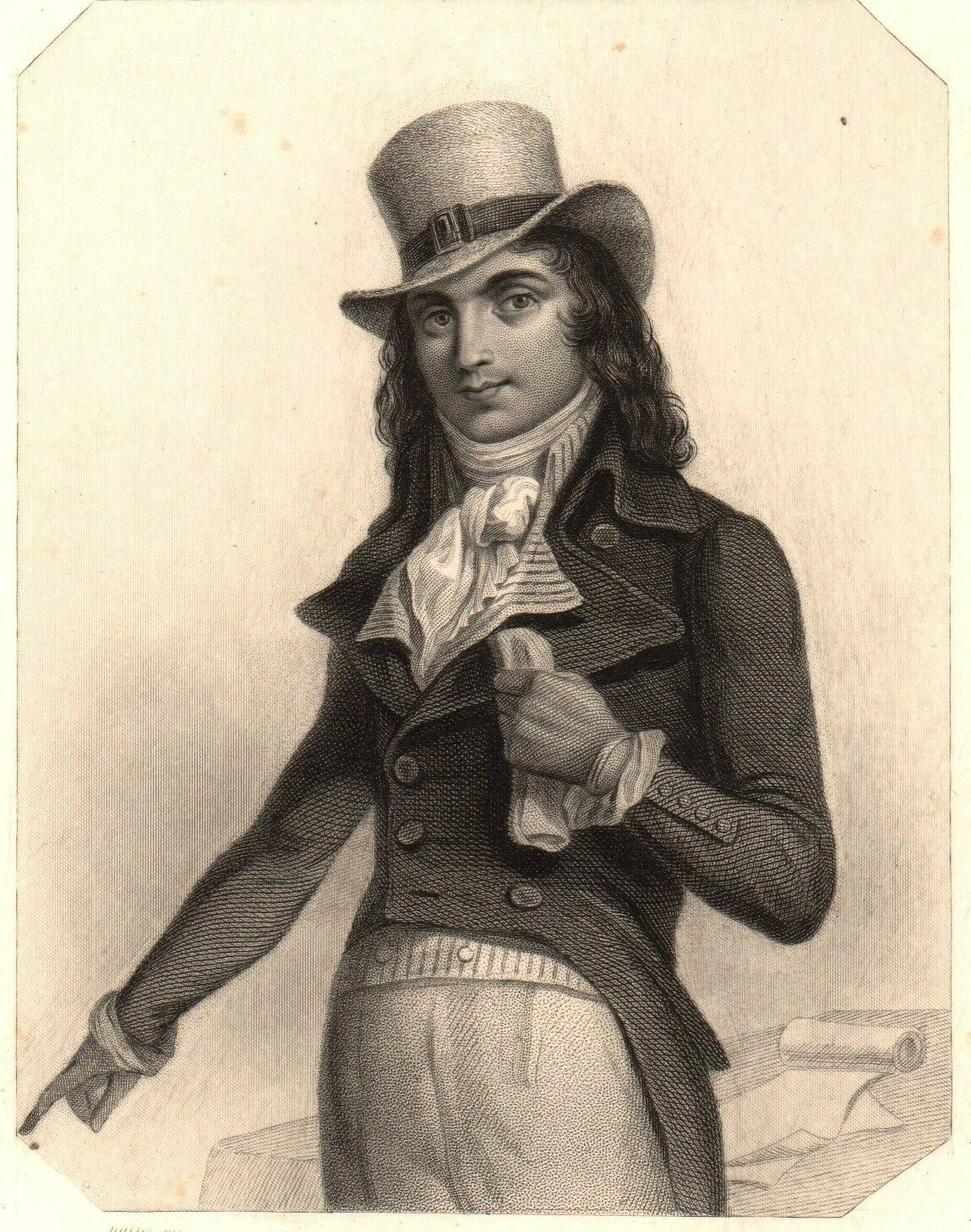
Illustration d'Auguste Raffet publiée dans l’Histoire des Girondins de Lamartine, 1847.
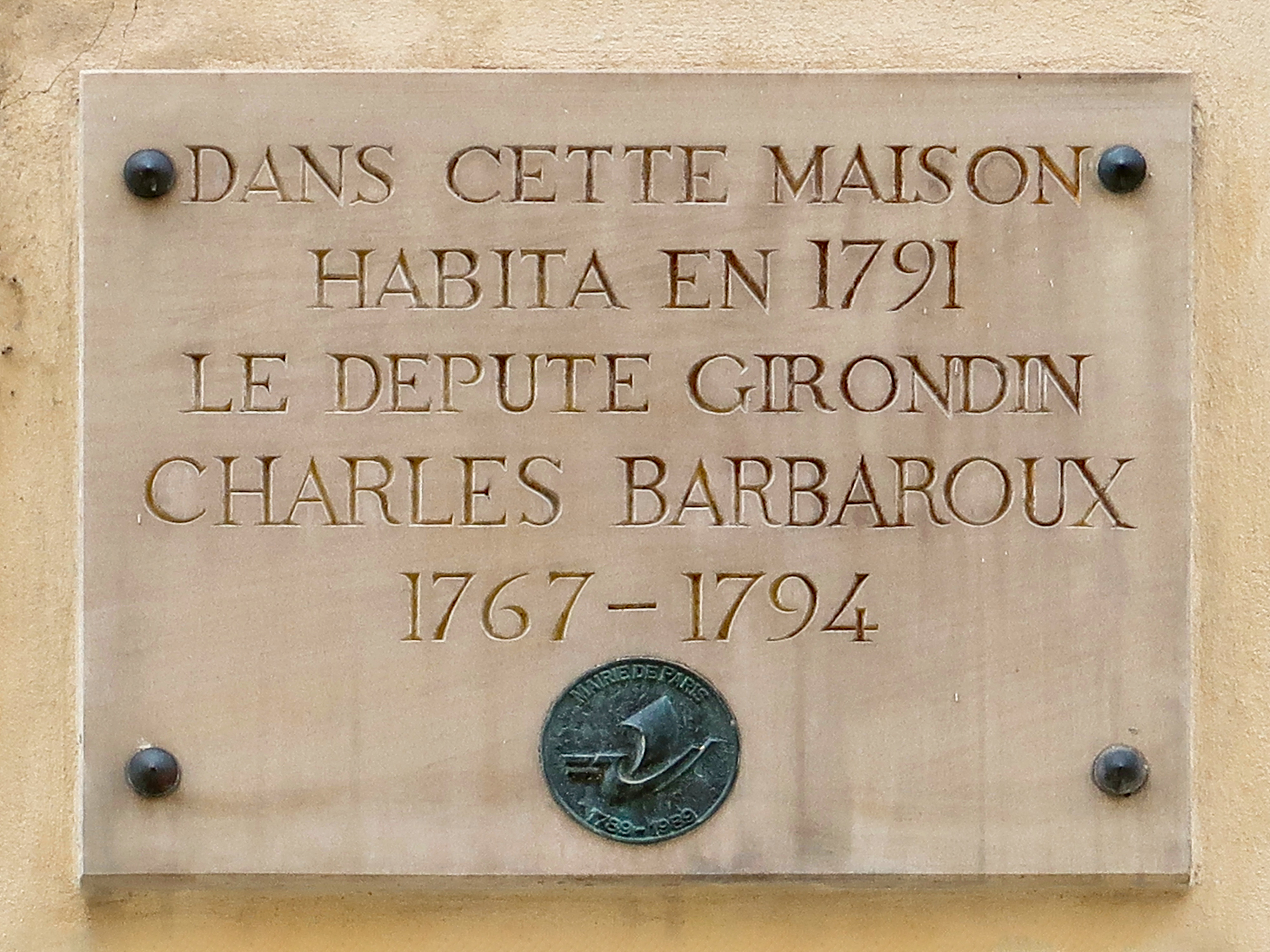
Plaque commémorative au 20 rue Mazarine à Paris, où il vécut, posée pour le bicentenaire de la Révolution.
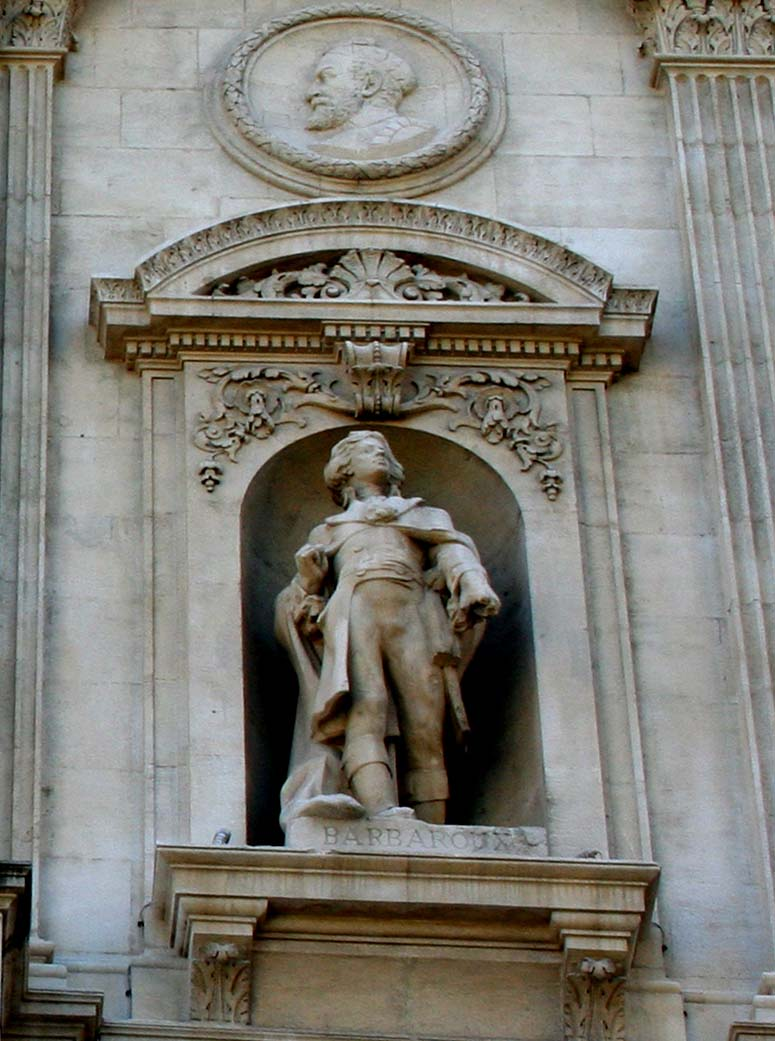
Statue de Barbaroux par Stanislas Clastrier, préfecture des Bouches-du-Rhône à Marseille, début du XXe siècle.

## Publications
Il a laissé des fragments de mémoires sur la Révolution publiés par son fils, Charles Ogé Barbaroux, en 1822. Ces textes ont été réédités en 1866. On a également conservé de lui, outre plusieurs discours, une ode sur les volcans.